# Bad Bederkesa
Bad Bederkesa è una frazione della città tedesca di Geestland, nella Bassa Sassonia.

## Storia
Il 1º gennaio 2015 il comune-mercato di Bad Bederkesa venne fuso con la città di Langen e con gli altri sette comuni già associati nella Samtgemeinde Bederkesa (Drangstedt, Elmlohe, Flögeln, Köhlen, Kührstedt, Lintig e Ringstedt), formando la nuova città di Geestland.